# Robert Spears
Robert Spears (Dubbo, Nova Gal·les del Sud, 8 d'agost de 1893 - Neuilly-sur-Seine, 5 de juliol de 1950) va ser un ciclista australià que es va especialitzar en el ciclisme en pista. Va guanyar el Campionat de Velocitat del 1920, i també tres cops el prestigiós Gran Premi de París.

## Palmarès
- 1913
  - 1r als Sis dies de Melbourne (amb Donald Kirkham)
- 1915
  - 1r als Sis dies de Newark (amb Reginald McNamara)
- 1916
  - 1r als Sis dies de Chicago (amb Reginald McNamara)
- 1920
  -  Campió del món de velocitat
  - 1r al Gran Premi de París
- 1921
  - 1r al Gran Premi de París
- 1922
  - 1r al Gran Premi de París
  - 1r al Gran Premi de l'UVF
  - 1r al Gran Premi de Copenhaguen
- 1925
  - 1r al Gran Premi de Copenhaguen